# Place Jules Seeliger
La place Jules Seeliger est une place de la ville de Liège (Belgique) située dans le quartier de Sainte-Walburge.

## Histoire
La place rend hommage à Jules Seeliger, né le 18 février 1871 à Durbuy et mort le 23 octobre 1928 à Liège, politicien et échevin des finances de la Ville de Liège de 1908 à 1921, fondateur en 1921 de la société coopérative d'habitations à bon marché La Maison Liégeoise qui créa cette place en 1930 sur des terrains appartenant à la société. La place fait partie d'un grand ensemble d'immeubles de logements sociaux construits dans le quartier à cette époque. Les immeubles et la place ont fait l'objet d'une rénovation en 1998.

## Description
Cette place rectangulaire est bordée d'habitations identiques pour trois côtés et d'un espace ouvert (plaine de jeux) pour le côté sud-est. La partie centrale est occupée par une pelouse entourée par une vingtaine d'érables et meublée de quelques bancs.

## Architecture
La particularité et le cachet de cette place viennent de son architecture homogène. Les trois côtés de la place ont été bâtis simultanément et dans la même configuration en 1930. Il s'agit de trois groupes d'immeubles élevés en moellons de grès pour le soubassement, en brique enduite de couleur rouge pour les deux premiers niveaux et en béton peint en blanc pour le dernier niveau. Les travées d'entrée placées en ressaut et comprenant chacune une baie vitrée octogonale sont aussi réalisées en béton peint en blanc, rythmant ainsi les façades.

## Activités
Le côté non bâti de la place est occupé depuis 1995 par l'ASBL Éclat de Rire proposant des activités éducatives, de soutien et d’insertion pour les enfants, les adultes et les familles.

## Voies adjacentes
- Rue du Fort de Loncin
- Rue Sergent Merx
- Rue de Rocourt
- Rue Xhovémont